# Giro di Romagna 1990
Il Giro di Romagna 1990, sessantacinquesima edizione della corsa, si svolse il 29 settembre 1990 su un percorso di 210 km. La vittoria fu appannaggio dell'italiano Maximilian Sciandri, che completò il percorso in 5h02'00", precedendo i connazionali Fabiano Fontanelli e Stefano Giraldi.

## Ordine d'arrivo (Top 10)
| Pos. | Corridore           | Squadra                   | Tempo    |
| ---- | ------------------- | ------------------------- | -------- |
| 1    | Maximilian Sciandri | Carrera Jeans             | 5h02'00" |
| 2    | Fabiano Fontanelli  | Italbonifica-Navigare     | s.t.     |
| 3    | Stefano Giraldi     | Amore & Vita-Fanini       | s.t.     |
| 4    | Fabrizio Bontempi   | Diana-Colnago-Animex      | s.t.     |
| 5    | William Dazzani     | Italbonifica-Navigare     | s.t.     |
| 6    | Stefano Colagè      | Jolly Componibili-Club 88 | s.t.     |
| 7    | Omar Pedretti       | Frank-Toyo                | s.t.     |
| 8    | Dario Rando         | Italbonifica-Navigare     | s.t.     |
| 9    | Michael Wilson      | Helvetia-La Suisse        | s.t.     |
| 10   | Florido Barale      | Amore & Vita-Fanini       | s.t.     |